# فريدريك باركس
فريدريك باركس (بالإنجليزية: Frederick Parks)‏ كان ملاكم محترف بريطاني صنّف ضمن فئة الوزن الثقيل. سبق أن شارك في دورة الألعاب الأولمبية الصيفية سنة 1908 وحقق الميدالية البرونزية فيها.

## الميداليات
| الميدالية | المسابقة                       |
| --------- | ------------------------------ |
| برونزية   | الألعاب الأولمبية الصيفية 1908 |

## روابط خارجية
- فريدريك باركس على موقع اللجنة الأولمبية الدولية (الإنجليزية)
- فريدريك باركس على موقع أوليمبيديا (الإنجليزية)